# Josep Maria Benet i Jornet
Josep Maria Benet i Jornet, anomenat afectuosament Papitu pels seus amics (Barcelona, 20 de juny de 1940 - Lleida, 6 d'abril de 2020), va ser un dels dramaturgs més reconeguts del país i se'l considera un dels principals renovadors del teatre català.

## Biografia
Va estudiar filologia romànica i va ser professor de literatura dramàtica a l'Institut del Teatre de Barcelona (1974-1981). Les seves primeres obres, emmarcades en la renovació proposada per grups com l'Agrupació Dramàtica de Barcelona, s'inscriuen en els postulats del realisme històric.
L'any 1963, amb només 23 anys, va debutar amb Una vella, coneguda olor, una peça llavors trencadora pel seu to realista, que acostava el teatre a la Barcelona del moment i que li va fer merèixer el Premi Josep Maria de Sagarra. Des de llavors va escriure més de quaranta peces teatrals, traduïdes a una dotzena d'idiomes, que recullen les preocupacions quotidianes de la societat catalana, i els seus èxits E.R. i Testament han estat adaptats al cinema per Ventura Pons. També fou el responsable d'algunes de les sèries més emblemàtiques de TV3, com Poble Nou, Nissaga de Poder o Ventdelplà. La seva trajectòria va ser reconeguda amb nombrosos premis, entre els quals el Premi Nacional de Literatura Dramàtica de les Lletres Espanyoles (1995), la Creu de Sant Jordi (1997), el Premi de la Institució de les Lletres Catalanes de guions audiovisuals (1998), el Premi Max d'Honor (2010) i el Premi d'Honor de les Lletres Catalanes (2013). L'any 2010 va publicar les seves memòries, Material d'enderroc (Edicions 62).
El març de 2011 va anunciar que donava el seu fons a la Biblioteca de Catalunya. El 2015, la seva filla Carlota Benet va anunciar que el seu pare patia la malaltia d'Alzheimer, al Teatre Nacional de Catalunya en el curs d'un homenatge amb una celebració institucional amb motiu del seu 75è aniversari. Va morir en 6 d'abril de 2020 a causa de la pandèmia per coronavirus de 2019-2021.

## Obres

### Teatre
- Una vella, coneguda olor (1964, Premi Josep Maria de Sagarra 1963)
- La nau (1969)
- Cançons perdudes (1970)
- Berenàveu a les fosques (1972, Premi de Teatre Català Ciutat de Sabadell 1972)
- Supertot (1973)
- La desaparició de Wendy (1974)
- Revolta de bruixes (1976)
- Quan la ràdio parlava de Franco (1980)
- El manuscrit d'Alí-Bey (1985)
- Ai, carai! (1989)
- Desig (1989)
- E.R. (1994, Premi Nacional de Literatura Dramàtica de les Lletres Espanyoles 1995)
- Testament (1997)
- El gos del tinent (1999)
- Olors (2000)
- L'habitació del nen (2002)
- Salamandra (2005)
- Soterrani (2008)
- La plaça del Diamant (2008). Teatre Nacional de Catalunya.
- Dues dones que ballen (2010)
- Com dir-ho? (2013)

### Guions per a sèries de televisió
- Vídua, però no gaire (1982)
- Telegaseta de Catalunya (1984)
- Recordar, peligro de muerte (1986)
- Poble Nou (1993-1994)
- Fugaç (1994 )
- Pedralbes Centre (1995)
- Nissaga de poder (1996-1998)
- Laberint d'ombres (1998-2000)
- Rías Baixas (2000)
- El Cor de la Ciutat (2000-2009)
- Mirall trencat (2002)
- Ventdelplà (2005 - 2010)
- Amar en tiempos revueltos (2005-?)
- Mar de fons (2006-2007)
- Zoo (2008)

## Premis
- 1963 Premi Josep Maria de Sagarra per l'obra Una vella, coneguda olor.[2]
- 1972 Premi de Teatre Català Ciutat de Sabadell per l'obra Berenàveu a les fosques.
- 1995 Premi Nacional de Literatura Dramàtica de les Lletres Espanyoles, per l'obra E.R..
- 1997 Creu de Sant Jordi.
- 1998 Premi de la Institució de les Lletres Catalanes.
- 2010 Premio Max d'Honor, al millor autor teatral en català.[2]
- 2013 Premi d'Honor de les Lletres Catalanes d'Òmnium Cultural.[2]